# National Bank of Egypt SC
National Bank of Egypt SC is een Egyptische voetbalclub uit Caïro. De club hoort bij de Nationale Bank die in 1898 opgericht werd. De club werd opgericht in 1951. In 2019 promoveerde de club voor het eerst naar de tweede klasse en een jaar later stootte de club al door naar de hoogste klasse. Na een plaats in de lagere middenmoot eindigde de club zevende in 2022.